# Campeonato de Australia 1927
Lista de los campeones del Abierto de Australia de 1927:

## Individual masculino
Gerald Patterson (AUS) d. John Hawkes (AUS),  3–6, 6–4, 3–6, 18–16, 6–3

## Individual femenino
Esna Boyd (AUS) d. Sylvia Lance Harper (AUS), 5–7, 6–1, 6–2

## Dobles masculino
John Hawkes/Gerald Patterson (AUS)

## Dobles femenino
Meryl O'Hara Wood (AUS)/Louise Bickerton (AUS)

## Dobles mixto
Esna Boyd (AUS)/John Hawkes (AUS)
| Predecesor: 1926                                       | Abierto de Australia 1927 | Sucesor: 1928                         |
| Predecesor: Campeonato nacional de Estados Unidos 1926 | Grand Slam 1927           | Sucesor: Torneo de Roland Garros 1927 |

- Datos: Q2714785